# Scandichrestus
Scandichrestus tenuis es una especie de araña araneomorfa de la familia Linyphiidae. Es el único miembro del género monotípico Scandichrestus.

## Distribución
Se encuentra en Suecia, Finlandia y Rusia.